# Antonio Delgado
Antonio Ramon Delgado, né le 28 janvier 1977 à Schenectady, est un avocat et homme politique américain, lieutenant-gouverneur de l'État de New York depuis le 25 mai 2022.
Membre du Parti démocrate, il est élu à la Chambre des représentants des États-Unis de 2019 à 2022. Il représente la 19e circonscription congressionnelle de l'État de New York. Elle inclut la majeure partie des banlieues à l'est et au sud du Capital district (en), l'aire urbaine entourant Albany, ainsi que la partie extérieure de la basse vallée de l'Hudson. Il est la première personne née d'origine afro-américaine ou hispanique à être élu à la Chambre dans l'Upstate New York.

## Biographie
Delgado est né en 1977 à Schenectady, fils de Tony Delgado et Thelma P. Hill. Il est de descendance afro-américaine et portoricaine. Il a fréquenté le lycée Notre Dame-Bishop Gibbons (en) de Schenectady et a joué dans l'équipe de basketball. Il est ensuite admis à l'université Colgate où il joue à nouveau dans l'équipe de basketball, celle des Colgate Raiders (en) aux côtés du futur joueur des Warriors de Golden State, Adonal Foyle,. Delgado est diplômé de Colgate en 1999 et obtient par la suite la bourse Rhodes pour étudier au Queen's College d'Oxford en 2001. Plus tard, il est également diplômé de la faculté de droit de Harvard.
Après la faculté de droit, Delgado déménage à Los Angeles en 2005 et travaille dans l'industrie de la musique. En 2007, Delgado sort un album de rap engagé socialement sous le nom de scène "AD the Voice". Il travaille ensuite comme plaideur pour le bureau de New York du cabinet d'avocats Akin Gump (en).

### Carrière politique
Au cours des élections de 2018, Delgado se présente dans la 19e circonscription congressionnelle de l'état de New York pour la Chambre des représentants.
Il défait six autres candidats au cours de la primaire du parti démocrate et s'oppose au sortant républicain, John Faso à l'élection générale du 6 novembre.
Pendant sa campagne, Delgado critique les votes de Faso contre le Patient Protection and Affordable Care Act. Faso réplique en critiquant la carrière passée de Delgado dans le rap, affirmant que les paroles de ses chansons sont offensives, misogynes et vulgaires,. Il se réfère généralement à Delgado en le nommant "big city rapper" (rappeur de grande ville, en français). Le comité de rédaction de The New York Times condamne ces critiques, jugées "brimades raciales".
Le 6 novembre 2018, Delgado est élu, recevant 132 001 votes contre 124 408 pour Faso, sur 267 979 votes au total. Delgado est investi dans ses fonctions le 3 janvier 2019. Il est réélu pour un second mandat en 2020.
Le 3 mai 2022, il est nommé au poste de lieutenant-gouverneur de l'État de New York par la gouverneure Kathy Hochul, succédant ainsi à Brian Benjamin (en) après sa démission suite à une mise en examen dans une affaire de corruption. Il prend officiellement ses fonctions le 25 mai. Malgré une nomination tardive, il remporte nettement la primaire démocrate du 28 juin pour le poste de lieutenant-gouverneur contre deux rivales en campagne depuis plusieurs mois. Le ticket Hochul/Delgado est réélu lors de l'élection générale du 8 novembre, la plus serrée pour le poste de gouverneur depuis 30 ans.
En février 2025, il annonce qu'il ne sera pas candidat à sa réélection comme lieutenant-gouverneur aux côtés de Kathy Hochul lors des élections de novembre 2026, après plusieurs mois de tensions avec la gouverneure. En juin, il annonce qu'il briguera l'investiture démocrate pour le poste de gouverneur lors du scrutin de 2026, affrontant donc Hochul pour la primaire démocrate. Du fait des tensions avec la gouverneure et de sa candidature dissidente, il voit son rôle au sein du gouvernement de l'État considérablement réduit, son équipe étant réduite à un seul collaborateur.

### Vie privée
Delgado se marie avec Lacey Schwartz en 2011. En 2015, Schwartz réalise Little White Lie, un film documentaire pour PBS, s'intéressant à la condition biraciale. Ils ont deux enfants, des jumeaux, et vivent dans le village de Rhinebeck, au nord de Poughkeepsie. Delgado mesure 1,93 m (6 ft 4 in).

## Source
- (en) Cet article est partiellement ou en totalité issu de l’article de Wikipédia en anglais intitulé « Antonio Delgado » (voir la liste des auteurs).